# فنجانيانية
الفنجانيانية (الاسم العلمي: Pezizomycetes) هي طائفة من الفطريات تتبع شعيبة الفنجانينية.

## التصنيف
- الفنجانانيات
  - الفنجانيات

## الطويئفات
طويئفات هذه الطائفة:
- كود سباركل
- تحديث القائمة

طويئفة:فنجانانيات 
اسم علمي: Pezizomycetidae

رتبة:فنجانيات 
اسم علمي: Pezizales